# Histoire d'Angers Sporting Club de l'Ouest
 (janvier 2016).
Angers Sporting Club de l'Ouest est un club de football créé le 10 octobre 1919. Il est né sous l'impulsion des frères Fortin, directeurs de la Banque de Crédit de l'Ouest, pour former le Sporting Club du Crédit de l'Ouest (S.C.C.O.). En effet, il succède au club d'Angers Université Club avant de reprendre l'héritage du Club sportif Julien Bessonneau.
Il acquiert le statut professionnel après son titre de champion de France amateurs de 1943. Le club passe une vingtaine d'années parmi l'élite de 1956 à 1981 (entrecoupée par trois montées-descentes) avec une finale de Coupe de France 1957 et une participation à deux matchs de la coupe d'Europe de l'UEFA sur la saison 1972-1973. Depuis lors, le club a passé l'essentiel de son aventure en deuxième division avec quelques saisons en national. Le club évolue actuellement en Championnat de France de football de Ligue 1 depuis 2015

## Les débuts du SCO (1919-1924)

### La création du club et ses 1ers résultats
Avant la Première Guerre mondiale, les clubs phares de la cité angevine sont les rouges et blanc de l'A.U.C. (Angers Université Club rallié à l'USFSA) et la Vaillante Sports, un club "patro" (à la FGSPF). En 1912 est créé le C.S.J.B., le Club sportif Julien Bessonneau attaché aux usines Bessonneau, la plus importante industrie de la ville (fabriquant des cordages et fermée en 1966), le C.S.J.B. devient à la fin de la Grande guerre le club angevin le plus important avec la disparition de l'A.U.C. en 1919. Se retrouvant sans rival sur Angers, le C.S.J. Bessonneau incite à la création d'un nouveau club. Les frères Fortin, directeurs de la Banque de Crédit de l'Ouest, répondent à l'appel en formant le Sporting Club du Crédit de l'Ouest. Le S.C.C.O. (ou S.C.O.) est créé le vendredi 10 octobre 1919. Le mercredi 15 a lieu la formation des équipes après que les 1ers adhérents ont répondu à la convocation du matin pour jouer quatre jours plus tard le 1er match du championnat de la Ligue de l'Ouest (district Anjou/Basse-Loire). Le S.C.O. choisit comme terrain, un champ aménagé légèrement incliné route de Nantes. Le premier match du SCO y a lieu le 19 octobre 1919 face au Stade Nantais U.C. devant lequel il s'incline après avoir ouvert le score (1-2), la 1re équipe du SCO est la suivante : Legendre (gardien) - Guyot, Viel-Lamarre (arrières) - Bigarré, Perreault, Bruder (demis) - Hardy, Forget, Roger, Durbécé, Guimon (avants). Cette équipe à laquelle il faut rajouter le demi Patrie et l'avant Courtin traînera sa peine toute la saison à cause du manque d'automatismes et de tactique si bien qu'elle terminera 6e et dernière du classement 1919/20, au contraire du C.S. Bessonneau qui remporte ce championnat.

### Quatre nouvelles saisons et puis s'en va…
Pour la 2e saison (1920/21), le S.C.O. change de terrain, il aménage le stade Fortin, rue Saint-Lazare qui deviendra plus tard le Stade André Bertin - Les Gouronnières dont les équipes résidentes sont le Doutre SC et NDC Angers. Cette 2e saison est encourageante pour les « Banquiers » car ils font la course en tête jusqu'à la fin du mois de novembre 1920 avant de céder leur place par la suite. Présents aux 32e de finale de la coupe de France (battu par l'ogre breton de l'US Servannaise), ils rééditent cet exploit la saison suivante en ayant l'honneur de défier chez eux les stars de l'Olympique de Paris (1er vainqueur de la coupe de France 1918 sous l'appellation « Olympique de Pantin »), s'ils sont sèchement battus au stade Bessonneau (0-8), le public angevin a pu apprécier la technique des Verts et blancs parisiens parmi lesquels on trouvait les internationaux Jules Dewaquez, Louis Darques et autre Maurice Cottenet. Les saisons suivantes (de 1922 à 1924) furent décevantes et, incapables de rivaliser avec l'équipe du C.S.J.B., la section football du Angers SCO disparut au printemps 1924 (mais pour quelques années).

## De la renaissance au1ertitrenational du SCO (1929-1945)

### La refondation du football au Angers SCO
À partir de 1924, l'histoire du Angers SCO se poursuit avec d'autres sections sportives que le football. Si le rugby est le porte-étendard du club, le football va renaître au SCO pour lui disputer cette suprématie. Cette réapparition du football est due, en 1929 et une fois de plus, à d'autres clubs angevins. En effet, le président du Doyenné Sports, M. Epinat sollicita M. André Bertin (l'un des plus grands présidents de l'histoire du SCO) afin de fusionner les deux clubs. Ce dernier, pourtant ancien joueur et amateur de rugby, fut touché par cette demande et accepta de devenir le président d'un grand club omnisports. Mais c'est surtout la dissolution du grand C.S.J.B., deux ans plus tard, qui allait lancer pour de bon l'histoire du football au SCO. C'est par la démarche des dirigeants du C.S.J.B. (M. Pichon, Filiatre, Durand) auprès d'André Bertin que se réalisa cette "nouvelle fusion" qui allait se révéler décisive dans l'ascension du club.
M. Bertin s'entoura de M. Bleunven et Girard-de-Bray pour mener la nouvelle équipe de football du SCO dans le difficile championnat de la DH de l'Ouest. Mais avec l'expérience des anciens joueurs du C.S.J.B. (comme Lévêque, Le Vergoz, Brandweiner, Martineau, Jeudy, Gervos, Guillet, Poremba, Le Der, Godard ou Pichon), les blancs et noirs allaient remporter le championnat 1931/32 puis 1934/35. En coupe de France, le SCO n'est pas en reste et se montre digne de son prédécesseur en participant quatre fois aux 32e de finale dans les années 1930 et une fois aux 16e en 1933 (battu par l'AS Cannes 3-1, demi-finaliste de l'épreuve cette saison-là et 2e du 1er championnat professionnel de D1).

### Le SCO, champion de France amateurs 1943
C'est sous la présidence d'Eugène Blot (1939-46) que les footballeurs du SCO vont gravir les échelons jusqu'au professionnalisme. Avec M. Blot, les sections sportives vont gagner en autonomie : le SCO football se dote d'un président (Yves Huon) dont l'ambition va permettre au club de connaître ses 1ers moments de gloire. Il fait passer le SCO dans le groupement des clubs autorisés à utiliser des joueurs professionnels. C'est ainsi qu'il engage en 1942 l'international capitaine du Red Star, Georges Meuris, qui vient de remporter la coupe de France. Au poste d'entraineur-joueur celui-ci mène son équipe à la victoire en finale du championnat du comité de l'Anjou (1-0 contre le SC St-Nazaire). Ce succès qualifie le SCO pour le championnat de France amateurs en 1943. Après avoir disposé de l'AS Deauville-Trouville, le SCO bat Bordeaux Étudiants Club 4 à 1 en demi-finale (buts J. Combot (2), Meuris et Perrin) pour rencontrer sur la marche suprême, le Racing Club Franc-Comtois de Besançon à Saint-Ouen. Alors que le Racing est le favori de cette finale, c'est le SCO qui prend le meilleur dès la fin de la 1re mi-temps sur un tir de Perrin. En 2e période, le SCO enfonce le clou sur une reprise de Combot et s'adjuge par cette victoire de 2-0, le titre envié de Champion de France Amateurs de la zone nord (c'est l'AS Montferrand qui remporte celui de la zone Sud). Les joueurs de la victoire du Angers SCO sont les suivants : Radigois (gardien) - Sanfeliu et Lebouc (arrières) - Godard, G. Meuris et Bergeon (demis) - J. Combot, R. Samzun, Perrin, Connotte et Penvern (avants). Georges Meuris a été l'homme de cette aventure en inculquant à l'équipe angevine sa science du jeu et son sens du collectif.

## Le Angers SCO en Division II professionnelle (1945-1956)
À la Libération, le club se voit reclasser à l'intersaison à cause du retour au découpage des ligues d'avant 1940. Il se retrouve ainsi menacé de relégation dans la ligue du Centre où il doit évoluer en promotion d'honneur (comme en 1939). À la suite de cela, le comité directeur du SCO décida de poser sa candidature au groupement des clubs professionnels puisque la division II se portait de 16 clubs en 1939 à 28 en 1945. Cette candidature, qui eut en Anjou ses partisans et ses détracteurs, fut acceptée et imitée par le jeune FC Nantes, admis lui aussi en D II.

### Les succès du "club des Millionnaires"
Pour sa 1re saison professionnelle, en Division II (1945-46), le SCO repartit avec ses amateurs (les héros de 1943) renforcés par quelques recrues dont Campiglia, Toscanelli et Vasquez (ancien pro d'Amiens). Or, toujours entraînée par Georges Meuris, l'équipe angevine va se classer 3e derrière les deux promus de D I, le Stade français de Ben Barek et le FC Nancy. La venue de la star Larbi Ben Barek en Anjou fut un véritable évènement puisque 14 000 spectateurs (record d'époque) assistèrent au stade Bessonneau à la rencontre SCO - Stade français (défaite 0-3) qui sonna d'ailleurs le glas des espoirs de montée. Stimulés par cette réussite inattendue, le directeur sportif, M. Cottenceau, décide de recruter quelques gloires de l'Équipe de France pour la 2e saison (1946-47) afin de faire monter le SCO en Division I. En faisant venir, Kadmiri, Firoud et surtout Fred Aston le "feu-follet" et capitaine des Bleus ainsi qu'André Simonyi, autre international, le club angevin, surnommé le "Club des millionnaires" avait les moyens de ses ambitions. Les "Millionnaires" allaient manquer d'un cheveu la montée puisque André Simonyi rata un pénalty à 5 minutes de la fin du match face à l'Olympique d'Alès, autre prétendant à l'élite qui put ainsi y accéder. Cet échec de 1947 se répéta la saison suivante puisque cette fois le SCO termina à la 7e place, loin des objectifs de début de saison. C'en était fini des "Millionnaires" qui allaient quitter le club afin d'assainir ses finances.

### L'époque difficile de "l'équipe biberon"
L'année suivante, le SCO changea radicalement de politique grâce à son nouvel entraîneur, Camille Cottin (transfuge de Cholet), qui se tourna vers les jeunes en recrutant notamment, les lauréats du "Concours du jeune footballeur". C'est ainsi que le charentais Jean Saupin et surtout, Kopaszewski, mineur du Pas-de-Calais âgé de 18 ans et plus connu sous le nom de Raymond Kopa posèrent leurs valises dans la cité du Roi René en 1949 afin de signer leur 1er contrat professionnel. Avec une équipe de près de 20 ans d'âge en moyenne (dans laquelle on retrouvait également Fournet-Fayard, futur président de la Fédération française de football), le SCO reçut un nouveau surnom, celle "d'Équipe Biberon". Cette dernière réalisa de bons résultats en début de saison au point que l'on crut à Angers qu'ils allaient réussir là où les vedettes avaient échoué. Mais leur résistance plia face à l'exigence du professionnalisme si bien qu'elle termina à la 15e place en 1950. Et avec le départ de, Kopa pour le Stade de Reims en 1951, la morosité gagna les rangs du club. Devant les désillusions sportives et la mauvaise passe financière, le SCO ne dut sa survie dans les rangs professionnels qu'à la municipalité qui accorda une importante subvention en mai 1951.

### Sur la route de la montée en Division I
Reparti en division II, le SCO connut les saisons suivantes des fortunes diverses : après la bonne saison 1951-52 qui a vu Angers terminer à la 6e place, elle demeura dans le ventre mou du championnat en 1953 et en 1954 avant de finir 6e en 1955. Malgré un substantiel effort de la mairie et des joueurs de valeur comme Tessier (gardien), Sinibaldi, Léglise, Pacco, Veneziano, René Samzun (présent au SCO depuis 1940) et surtout Gosta Nilsson international suédois qui a joué la coupe du monde 1950, Roger Vandooren autre sélectionné français, ainsi que les trois piliers du SCO des années 1950 : les arrières Wladislaw Kowalski, Jules Sbroglia et Antoine Pasquini (tous les trois arrivés en 1952), le SCO n'a pu mieux faire. Entraîné d'abord par l'international Jean Grégoire (jusqu'en 1953), c'est Karel Michlowski, qui va donner petit à petit une cohésion et un style à ces équipes du SCO auxquelles il manquait des attaquants de valeur.
Parallèlement, l'équipe dirigeante, présidée par M. Samain (assisté du trésorier Doize), et en place depuis la crise du printemps 1951, travaillait dans l'ombre en privilégiant au milieu des années 1950 une politique de rigueur basée sur la formation des jeunes talents en porte-à-faux avec celle qui avait toujours consister à recruter des gloires sur le déclin si l'on met à part l'époque de l'"Équipe biberon". C'est cette orientation qui va finir par payer : le SCO allait s'ouvrir les portes de la division I au moment où les Angevins s'y attendaient le moins. La saison 1955-56 fut la bonne puisque les Blancs et Noirs allaient terminer à la 2e place de IIe division derrière le Stade rennais. Après une bonne 1re partie de saison où le SCO figurait souvent parmi les cinq premiers, c'est au cours des matchs retour qu'il allait faire la différence (grâce à Le Gall, buteur providentiel) en arrivant à décrocher son billet à la dernière journée au stade Malakoff à Nantes, le voisin et rival prêt à tout pour empêcher cette montée. Mais la victoire par 2 à 0 consacrait l'ascension du Angers SCO au détriment de Valenciennes.

## Les dix premières saisons parmi l'élite (1956-1966)

### Des débuts en fanfare: finaliste de la Coupe de France et vice-champion à égalité de points!

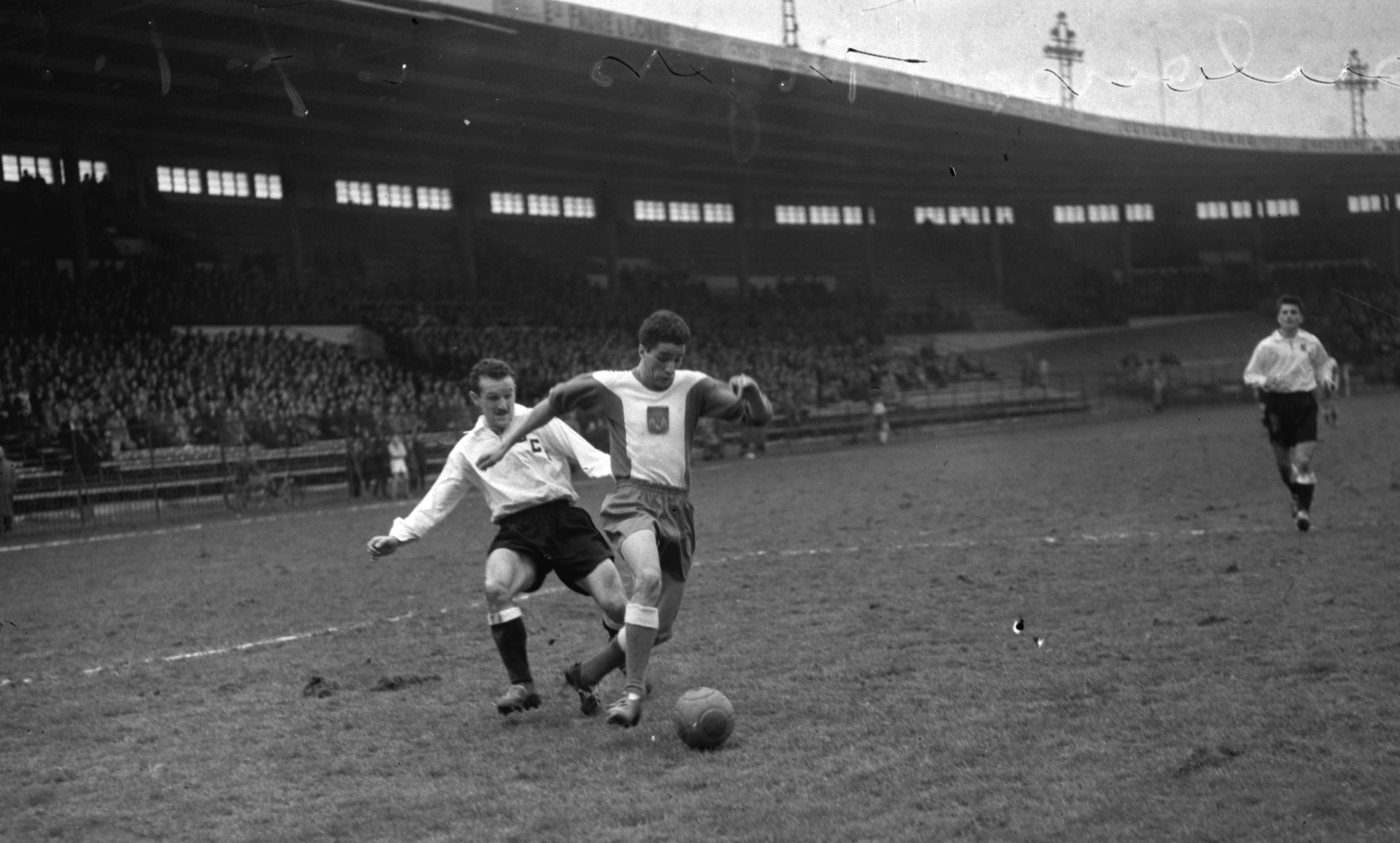
Match entre le TFC et le SCO en 1957 au Stadium de Toulouse.

Cette montée en division I attisa les convoitises sur le groupe angevin. L'entraîneur Michlowski partit ainsi pour le RC Lens à l'intersaison tandis que le club fit tout pour garder l'ossature de l'équipe de la montée. Au poste d'entraîneur, un Autrichien naturalisé français, Walter Presch. Avec son énergie, il avait pour mission de maintenir le SCO parmi l'élite du football français. Avec les arrivées de Casimir Hnatow et de Marcel Loncle, Presch réussit son pari : le SCO se classa 6e à l'issue des matchs allers pour terminer 11e en fin de saison ; une grande satisfaction pour la 1re saison d'Angers qui est apparue comme une équipe au physique solide.
Mais cette 1re saison a surtout été marquée par le bon parcours en coupe de France. Depuis ses débuts professionnels, le SCO n'avait eu guère l'occasion de se distinguer dans cette compétition. Or il va se hisser jusqu'en finale après avoir éliminé les amateurs de Chateaudun (5-0) en 32e, et le RC Paris (1-0, but de Loncle), Denain (1-0, but d'Henri Biancheri), Nîmes en deux fois (0-0 puis 4-1 buts d'Henri Biancheri, Marcel Loncle, Tison et un but csc) avant de faire tomber en demi-finales Bordeaux, club de D.II 1 à 0 (but de Le Gall). La finale se joue à Colombes le 26 mai 1957, elle est arbitrée par un Anglais (M. Clough) et reste toujours, à ce titre, la seule finale de l'histoire de la coupe à avoir été dirigée par un étranger. Or, devant 43 000 spectateurs (dont quelques milliers d'Angevins) et après s'être faits présentés au président de la République, M. René Coty, les oranges et noirs du SCO sont crispés par l'enjeu puisqu'ils sont menés par les blancs et rouges du Toulouse FC 3-0 au bout d'une demi-heure (2 buts de René Dereuddre et un but de Bouchouk). Malgré ce départ raté, les Scoïstes ne perdent pas espoir en revenant dans la partie : but de Biancheri à la 35e, 1-3 à la mi-temps puis 2-4 à la 83e but csc et 3-5 but de Bourrigault à la 88e qui ont répondu à Bocchi et Di Loreto avant que Brahimi ne clôt la marque à 6-3 en toute fin de match. Un déluge de buts pour une finale qui reste la plus prolifique à ce jour. Les Toulousains ont surclassé les Angevins par leur plus grande maturité et par l'efficacité de leurs attaquants.
La saison suivante (1957-58) fut l'une des meilleures du club puisqu'il se hissa jusqu'à la 4e place (au goal-average) et ce, avec un nouvel entraîneur, Maurice Blondel qui remplaça Walter Presch, parti à Lausanne. Il y a eu les arrivées de deux attaquants importants : Stéphane Bruey (Monaco), qui devint le 1er international du SCO en jouant deux matchs avec l'équipe de France, et l'Ivoirien Ignace Wognin (Sète). On renforçait un secteur qui en avait grand besoin. Le SCO, cette saison-là a battu le Stade de Reims, futur champion, sur ses terres (3-2, buts de Legrand, Bourrigault et Hnatow). Cette 4e place était due à la solide défense, qui avait fait ses preuves depuis plusieurs saisons (Kowalski-Sbroglia-Pasquini) et à une ligne d'attaque retrouvée (Bruey-Wognin-Loncle-Rouiai). Quant aux milieux (Le Gall-Bourrigault-Hnatow), ils avaient bien tiré leur épingle du jeu malgré les départs d'Henri Biancheri et de Kurt Schindlauer. Finaliste de la coupe de France lors de sa 1re saison en D.I puis 2e à égalité lors de sa 2e saison, le SCO a bien réussi ses débuts parmi l'élite.

### Dans le "ventre mou" de la Division I
Par la suite, le Angers SCO rentre dans le rang en s'abonnant aux places du milieu de tableau. Sous la houlette de Maurice Blondel, ils terminent 7e en 1959 avec la recrue René Dereuddre (ancien bourreau des Angevins lors de la finale de la coupe en 1957), mais sans Rouiai et Ben Fadah, partis rejoindre l'équipe du F.L.N. (le Front de libération nationale) en Algérie. En 1959-60, le SCO termine à la 13e place, ce fut la dernière saison de Blondel, sans Marcel Loncle et sans Jules Sbroglia (deux cadres partis respectivement à St-Malo et à Lyon), saison qui fut marquée par deux coups d'éclats : une défaite à Reims, le futur champion (0-6) mais une victoire face à ces mêmes Rémois, au stade Bessonneau (6-1, buts de Lamartine, Bruey, Wognin (2), Ben Fadah et Wendling csc).
À l'été 1960, Michlowski pose une nouvelle fois ses valises en Anjou. Mais l'artisan de la montée de 1956 n'enverra pas les Angevins au paradis puisqu'il va rééditer les performances précédentes (7e en 1961 et 14e en 1962) tout en mettant en danger la survie du SCO dans l'élite en 1962-63 durant laquelle il fut limogé pour être remplacé en cours de saison par l'ancien joueur Pasquini. Bien entendu les joueurs avaient leur part de responsabilité dans cet échec. Pourtant le SCO, lors de la coupe de France 1962 a écarté Nantes en 32e (4-1) puis Montpellier (3-2 ap), Toulon après deux matchs (2-2 puis 3-1) et l'Olympique de Marseille (1-0) en quarts. Mais en demi, Angers tombe face au futur vainqueur de l'épreuve, l'Association sportive de Saint-Étienne sur un but d'Oleksiak (père d'un futur Angevin). À cette époque, le SCO avait engagé quelques valeurs sûres comme Célestin Oliver, l'international sedanais, les deux gaillards de la défense Milan Grobarcik et Robert Venturi mais aussi Zygmunt Chlosta et Michel Stievenard le lensois pour remplacer, notamment, deux anciens, le buteur Ignace Wognin (Lens) et le pilier de la défense Wladislaw Kowalski (Grenoble).
Pasquini, parachuté aux commandes de l'équipe pro par le président Samain, arrache le maintien en 1963. Devenu entraîneur par intérim, il va le rester pendant cinq ans au cœur des années 1960. Durant cette période, le SCO connait des résultats contrastés : s'il finit 10e en 1964, il frôle la relégation pendant toute la saison suivante alors que le voisin du FC Nantes devient champion de France pour sa 2e saison en D.I. Ce n'est que lors des cinq dernières journées qu'il se tire d'affaire et qu'il évite même les barrages pour terminer à la 13e place. Cette frayeur vaudra à Pasquini d'être épaulé par la suite par Robert Lacoste (ex-entraîneur du FC Metz). La saison d'après (1965-66) fut plus sereine puisque les Blancs et Noirs se classèrent à la 11e place ; ils réalisèrent un bon parcours en coupe de France. Angers faisait donc à nouveau partie du dernier carré de l'épreuve, et pour la 2e fois le rêve s'écroule en demi-finale, après avoir battu largement Châteauroux (6-1), le RC Paris (2-0), Cannes (1-1 puis 3-0) et Reims en quarts (3-1). En demi, les Angevins rencontrent leurs voisins nantais de José Arribas qui font sentir leur supériorité (0-3). Si les années 1950 avaient été favorables à Angers dans le duel qu'elle entretenait avec Nantes, la décennie suivante consacra cette dernière dans le haut du pavé du football français. Cette période (1963-66) fut néanmoins une époque charnière pour le SCO qui allait enregistrer les arrivées de plusieurs joueurs talentueux, Pierre Bourdel, Antoine Della Cieca, Jean-Pierre Dogliani, Michel Margottin, Éric Edwige, René Gallina et Claude Dubaële. La plupart allait former l'ossature de la génération dorée, celle de Jean-Marc Guillou qui arriva, lui aussi, en 1966 mais sur la pointe des pieds en intégrant l'équipe amateur. Une génération en chasse une autre avec les départs des dernières gloires du club (Bruey, Hnatow, Lamartine, C. Oliver et Loncle revenu pour repartir).

## L'âge d'or du Angers SCO: les années Guillou (1966-1975)

### La3eplacede 1967
Ce nouveau groupe allait donner pleinement la mesure de son talent lors de l'exercice suivant, en 1966-67. Ce fut d'ailleurs la plus grande saison de l'histoire du SCO si l'on s'en réfère à son classement : le club termina 3e de la 1re division avec 44 points (66 buts marqués contre 46 encaissés) derrière Nantes 50 pts et le champion Saint-Étienne 54 pts. Le club angevin s'octroyait une place sur le podium pour s'être bien comporté à l'extérieur (6 victoires, 9 nuls et 4 défaites seulement) avec des victoires à Monaco (5-1), à Bordeaux (4-1) ou à Nîmes (4-1). Mais on retiendra la victoire, à deux reprises sur l'Olympique de Marseille par 5 à 0, certes promu, mais qui comptait déjà dans ses rangs "l'aigle dalmate" (ou "Monsieur un but par match") Josip Skoblar. Ces victoires furent acquises au stade Jean-Bouin (championnat) et en coupe de France au Parc des Princes. Il fallait retenir, en outre, la manière de jouer du groupe de Pasquini-Lacoste. L'ailier droit Michel Margottin et surtout, Jean-Pierre Dogliani et Jean Deloffre auront la joie de porter le maillot tricolore cette saison-là. Cela grâce à Just Fontaine dont le poste de sélectionneur de l'équipe de France n'aura duré que deux matchs. Cette bonne saison achevée, le SCO nourrit de grandes ambitions afin d'imiter le voisin nantais qui compte déjà deux titres de champion en 1967. Pour devenir aussi champion de France en 1967-68, le club angevin recrute la révélation sedanaise, l'ailier gauche Yvan Roy. Après un bon départ (3 victoires en 3 matchs avec 9 buts marqués), le SCO allait se faire battre à Lyon (0-8) lors de la 4e journée pour ne jamais se relever de la saison. Avec 5 victoires à domicile et 4 victoires à l'extérieur, Angers terminait à la 18e place significative de descente en deuxième division.

### Le Angers SCO, champion de France de division II
Après douze ans passés dans l'élite, le SCO retrouvait donc en 1968 l'échelon inférieur du foot professionnel. Mais cette saison 1968-69 fut tout de même bonne. Avec le nouvel entraîneur, Louis Hon, ancien international, le SCO va obtenir de bons résultats : champion de France de IIe division avec 86 points (dont 21 points de bonus : 1 pt pour chaque match avec au moins trois buts marqués), 29 victoires, 7 nuls et 4 défaites, le SCO marque 128 buts en 40 matchs. C'est un record que seul Sochaux avait dépassé en 1947 (141 buts en 42 matchs). Avec cette carte de visite, Angers est considéré comme "l'ogre de la D II" (dixit Les Cahiers du football) qui aura battu Besançon (11-0), Chaumont (8-2), Aix et Joinville sur le même score (7-2). À l'extérieur, le SCO n'est pas en reste (à Ajaccio 5-0, et à Besançon 5-1). Jean-Pierre Dogliani et Jean Deloffre ont marqué chacun 22 buts tandis qu'Yvan Roy en a totalisé 20. Pendant ce temps, le buteur de l'AS Angoulême (dauphin du SCO), Gérard Grizzetti, allait réaliser le record d'avoir inscrit le plus grand nombre de buts en une saison (55 buts). Un football offensif qui n'existe plus tant l'évolution s'est portée sur la rigueur de la défense et de la récupération et ce, au détriment du beau jeu. Ayant de bons résultats dans son championnat, le SCO allait en faire de même en coupe de France cette saison-là en figurant une nouvelle fois en demi-finales. Ce serait encore l'Olympique de Marseille mais cet adversaire était beaucoup mieux armé qu'en 1967 puisqu'on y trouvait les graines du futur titre de champion de France (en 1970) avec dans ses rangs 3 internationaux (Jean Djorkaeff, Jacky Novi et Joseph Bonnel). À l'aller, devant plus de 22 000 spectateurs (record d'affluence à Angers) le nul à Jean-Bouin (0-0) laisse de l'espoir aux Angevins car au stade Vélodrome (match retour), devant 43 000 spectateurs, ils tiennent le 1-1 (Deloffre ayant répondu à Roger Magnusson en 1re mi-temps) au terme des 90 minutes mais Bonnel prive les Angevins d'un match d'appui en marquant le 2e but des phocéens à la 93e minute.

### 1972, 1973, 1974, les "Trois Glorieuses" du Angers SCO marquées par une participation en Coupe d'Europe
Un des artisans de cette réussite fut sans conteste le milieu offensif Jean-Pierre Dogliani. Forte personnalité méridionale, il traça la voie, par son football construit et collectif à Jean-Marc Guillou, un amateur qui augmentait chaque saison son compteur de rencontres jouées avec les pros (1 match en 1966-67 à 12 matchs en 1968-69). Ce dernier était fin prêt, en 1969-70, à devenir l'une sinon LA pièce maîtresse du SCO. Pendant ce temps, les deux piliers du SCO des années 1960, Stiévenard et Chlosta faisaient leurs bagages. Pour son retour en D I, le club angevin termina à la 7e place. Saison contrastée qui faillit ressembler à celle de 1967-68 : après 4 journées, le SCO est en tête avec Saint-Étienne mais après une défaite contre Valenciennes, il glisse dangereusement vers le fond du classement. L'entraîneur Louis Hon décide alors de partir laissant dans l'embarras le club qui recrute finalement l'expérimenté Lucien Leduc. Ce dernier réussira en toute fin de saison à fairer remonter Angers dans le classement. Étant reconduit pour la saison suivante, Lucien Leduc ne parviendra pas à trouver une équipe homogène entre les jeunes (Marc Berdoll, Jean-Yves Lecoeur), les anciens (Mouilleron, Bourdel…) et les médians (Jean-Marc Guillou, René Gallina, Éric Edwige, Albert Poli, Yvan Roy)… Cette équipe mitigée du SCO termine 12e en 1970-71.
Le Angers SCO allait finir parmi les cinq 1ers de Division I pendant trois saisons : 4e en 1971-72 avec 45 pts, 5e en 1972-73 avec 43 pts (entraîneur : Ladislas Nagy) puis 4e en 1973-74 avec 54 pts (dont 11 pts de bonus) et Pancho Gonzalès comme nouvel entraîneur. Angers était devenue une équipe de tout 1er ordre dans le championnat français et cela grâce au nouveau président, Yves Kerjean, qui souhaitait donner plus d'ambition à cette équipe qui se contentait alors, du milieu de tableau. L'objectif fut d'atteindre la coupe de l'UEFA. Ce qui fut dit fut fait puisque la 4e place du championnat 1971-72 allait qualifier le SCO pour la Coupe d'Europe. Cependant, le 1er tour de la C3 allait désigner comme adversaire, les Est-Allemands du Dynamo Berlin, récents demi-finalistes de la Coupe des Coupes (1971-72). Trop tendres dans une compétition qu'ils découvrent, les Angevins arrachent le nul (1-1) à Jean-Bouin (but de Jacky Lemée sur pénalty) puis plient à Berlin (1-2, but de Guy Lassalette). Ce furent les deux seuls matchs disputés par le SCO en coupe d'Europe. Le championnat de D I était bien leur terrain de jeu favori, les Angevins jouaient les trouble-fêtes et s'amusaient à faire tomber les prétendants au titre (à Nice 4-2 en 1972-73 ou contre le grand Saint-Étienne 4-0 en 1973-74). La machine angevine se grippait aussi parfois en perdant quelques matchs à leur portée.

### Jean-Marc Guillou, poète et chantre du "football à l'angevine"
Le départ du meneur Jean-Pierre Dogliani en 1971, coïncida avec la confirmation de la complémentarité entre les deux milieux de terrain Albert Poli - Jean-Marc Guillou. De cette entente et surtout du talent de Guillou allaient rendre au grand jour les dispositions d'Angers pour le beau jeu. Les Blancs du SCO étaient alors les apôtres d'un jeu chatoyant, loin du réalisme défensif qui prévalait encore et qui devait ravir les nostalgiques et les connaisseurs d'un football perdu...
Jean-Michel Larqué, dans son essai "Du football" souligne l'exception angevine et la symbiose qui existait entre l'image de la ville (et de l'Anjou !) et la façon de jouer du club : "Quand Angers se baladait en 1re division, son jeu était tout doux, à l'instar de la douceur angevine chantée par le poète, avec des garçons tranquilles comme Guillou et Poli. Même à l'extérieur, on aurait dit que le "Onze" angevin transportait ses nuages ronds et gris, son horizon profond, la courbe des collines et cette façon de parler la langue, mezzo voce". Ce football hors du temps, romantique à souhait car il préfère le beau au réaliste et le geste au résultat, constituait un privilège pour les amoureux du football dans ce qu'il recèle de plus pur. Il allait soulever la plume du journaliste Gérard Ernault qui s'exprimait ainsi : "Les cigarettes de Guillou, les vestiaires étroits du SCO, la douceur angevine enfin, tout cela s'accordait dans un charme discret d'où le visiteur tirait du ravissement. Le SCO végétait dignement et c'était bien. Le football du pays prenait son grand départ mais le Sporting Club de l'Ouest, demeurait immobile, vieille potiche adorée, merveilleux jalon de l'inconséquence d'hier. On regardait le SCO [qui] était une aubaine." Enfin l'hommage d'Ernault au maître finit de compléter le tableau sur cette grande époque du club angevin : "C'est d'abord le joueur Guillou qui emballa son monde par de gais récitals sous l'habit blanc du SCO. Les témoins de l'origine parlent encore de sa virtuosité comme d'un miracle perpétré sous leurs yeux [...]. Il s'agissait bien de cirque au stade Jean-Bouin, devant des assemblées réduites, puisqu'il semble que le génie s'accommode assez de l'ingratitude. Voilà le dribbleur droit et assis, le ballon au chaud dans l'arc de cercle du mollet, et l'enchaînement fabuleux du mouvement qui commence. [...] un Guillou [...] toujours capable de sortir de sa cheville un contre-pied fatal, une conduite sinueuse.".
Ce talent exceptionnel, allait, sous la pression de l'opinion publique, finir par s'imposer en équipe de France à l'âge de... 29 ans ! Car le beau jeu n'avait pas forcément droit de cité chez les dirigeants des Bleus (une tradition ?)... Il n'empêche, notre angevin allait devenir très rapidement et tout naturellement meneur de jeu de l'Équipe de France de football, deux ans avant l'éclosion de Michel Platini. Il recevra en 1975, des mains du maire d'Angers, Jean Turc, la médaille d'or de la ville avant d'être reconnu trente-quatre ans plus tard comme le meilleur joueur du siècle du Angers SCO.

### Marc Berdoll, le « gamin chevelu et insupportable » du stade Jean-Bouin
Un autre Scoïste, Marc Berdoll, s’est illustré face aux Verts de Saint-Étienne qui à l’époque régnaient déjà sur la France, avec une équipe réputée (Curkovic, Farison, Janvion, Lopez, Synaeghel, Larqué, Bathenay, Piazza, les frères Revelli, Santini, Rocheteau, Sarramagna…). Jacques Thibert déclare : « [Saint-Étienne] vient d'encaisser à Angers une incroyable défaite des pieds d'un gamin chevelu et insupportable qui a marqué 4 buts à Curkovic (4-0). » Lors du match retour au stade Geoffroy-Guichard, les Stéphanois, venus en masse pour voir ce petit prodige de l'équipe à Guillou, finiront en fin de match, alors que la victoire des Verts ne faisait plus de doute (3-0) par scander : « Berdoll, une chanson », ce à quoi le « jeune chien fou », tel qu’il était également surnommé, répondit en inscrivant deux buts dans les ultimes minutes, ce qui fit aussitôt taire le public des Verts. Quelques jours après son quadruplé face à Saint-Étienne, il connut sa 1re sélection avec les Bleus et, rentré en 2e mi-temps face à la Grèce, il marqua sur son 1er ballon (victoire 3-1). Après ces débuts tonitruants, le Trélazéen allait se montrer inconstant mais il joua la coupe du monde de football 1978, comme Jean-Marc Guillou, pour y inscrire un but contre la Hongrie. Avec le SCO, en 1973-74, Berdoll marqua 29 buts ce qui en fit le 2e buteur de D I derrière Carlos Bianchi, 30 buts, qui le coiffa sur le poteau en marquant lors de la dernière journée 4 buts !

### La cassure de 1974-75
L'équipe du SCO du début des années 1970 était la suivante : Gallina ou Gouraud (gardien) - Brulez, Bourdel, Lecoeur, Damjanovic ou Lemée (défenseurs) - Guillou, Poli, Edwige ou Kovacevic (milieux) - Antić, Gaidoz, Berdoll ou Roy, Cassan, Lassalette (attaquants). En 1974-75, l'équipe angevine se ternit sérieusement à cause de certains départs (Poli, Lemée et Lecoeur) et d'un nouvel entraîneur, Vasovic. Au fond du classement durant l'hiver 1975, Guillou et quelques autres élevèrent la voix afin de retrouver le plaisir de jouer. En retrouvant leurs qualités intrinsèques, ils remportent du succès au printemps (15 points engrangés en 8 matchs dont 3 pts de bonus consécutifs) si bien qu'avant la dernière journée, les Angevins étaient 17e. Cependant, leur défaite à Nice (1-4) allait les condamner pour une 2e fois à la seconde division. C'en était fini de la glorieuse époque de Guillou puisque le patron de l'équipe de France et du SCO allait quitter Angers à l'intersaison pour rejoindre l'OGC Nice.

## Le crépuscule de la grande époque (1975-1981)

### Le "yoyo" de la fin des années 1970
Avec Jean-Marc Guillou, deux autres cadres quittent le SCO : Pierre Bourdel (toujours recordman de matchs disputés sous les couleurs angevines) et l'attaquant Bojidar Antić. Mais en conservant l'international Berdoll (qui jouera en sélection bien qu'il soit en division II !), Angers s'assure une bonne saison puisqu'il termine à la 1re place du groupe B avec 53 pts devant le Red Star (50 pts) et Toulon (45 pts). Marc Berdoll termine meilleur buteur de ce groupe avec 25 buts tandis qu'Antić est sacré, lui aussi, meilleur buteur mais dans le groupe A, avec son nouveau club, le Stade Malherbe de Caen, pour lequel il a inscrit 22 buts. Le Angers SCO devient même champion de France de 2e division 1976 en battant le vainqueur du groupe A, le Stade rennais 3-2 à Rennes et 6-4 après prolongations à Angers. C'est le 2e titre acquis après celui de 1969. En coupe de France, le SCO s'est hissé jusqu'en quarts de finale où il est une nouvelle fois éliminé par l'OM, futur vainqueur de l'épreuve. L'entraîneur Velibor Vasovic choisit de partir sur cette bonne note laissant la place à Aimé Mignot, ancien joueur lyonnais. De retour dans l'élite en 1976-77, le SCO ne va pas y rester longtemps. Si le départ de Berdoll a été compensé par la venue d'André Barthélémy (qui inscrira 18 buts), Angers fait pâle figure dans la cour des grands surtout dans la 2e partie de saison où il ne remporte que deux matchs pour onze défaites et six nuls. La victoire remportée sur les Stéphanois (4-2) n'aura été qu'un des rares coups d'éclat de cette saison. La 18e place allait renvoyer le SCO à ses chères études. Repartant une nouvelle fois en Division II, les transferts pour la saison 1977-78 ne laissent que deux seuls rescapés de la belle époque de Guillou, le défenseur Patrick Brulez et le milieu Michel Cassan après les départs du Guyanais Éric Edwige et du Yougoslave Milan Damjanovic. En outre, les départs de Bernard Lech (frère de Georges, l'international) et d'André Ferri pouvaient inquiéter. Si les dirigeants angevins avaient su renouveler la qualité de leur effectif durant une vingtaine d'années, il leur était dorénavant difficile, à la fin des années 1970, de maintenir le club au soleil de la D I avec un budget toujours aussi restreint. La belle époque de Guillou était bien révolue et le décès, à l'automne 1977, de l'inamovible directeur sportif, Robert Lacoste, était là pour le rappeler. Pourtant, le SCO allait offrir à son public, toujours modeste en nombre mais désormais difficile, encore quelques belles heures. Notamment durant cette saison 1977-78 où le SCO allait faire à nouveau l'ascenseur en s'octroyant la 1re place du groupe A avec 49 pts (devant Besançon 46 pts et Toulon 43 pts), parcours réalisé par des joueurs comme les attaquants Patrick Gonfalone (18 buts), Vili Amersek, ou encore Jean-Yves Citron, Michel Cassan et Jean-Michel Guillon. Ils laisseront échapper le titre de champion de D II à Lille (3-5 puis 2-1). Le SCO est de retour en D I, pour la 2e fois en deux ans.

### Le difficile maintien en Division I
L'objectif, à l'orée de cette nouvelle saison en D I, est de maintenir le club afin d'éviter ce mouvement de "yoyo" entre les deux divisions professionnelles. Aimé Mignot peut compter sur les nouvelles recrues pour y parvenir : trois joueurs expérimentés comme l'attaquant François Félix qui vient d'être finaliste de la coupe de l'UEFA avec Bastia, les défenseurs René Le Lamer et Jean-Claude Osman (ancien nantais) ainsi que quelques espoirs comme Patrice Lecornu. Mais l'espoir de voir les Scoïstes mener une bonne saison s'évanouit rapidement car le club angevin ne va jamais vraiment quitter les cinq dernières places. Lors de la dernière journée, il réussit à se sauver grâce à son nul devant Nice à Jean-Bouin (1-1), le SCO termine 17e de D I en 1978-79. En coupe de France, les Angevins perceront jusqu'en 8e car devant eux se trouvera une fois de plus l'OM. C'est Élie Fruchart qui prend les commandes du SCO en 1979-80 en lieu et place d'Aimé Mignot. Ce nordiste a écumé son expérience dans des clubs comme Lens ou Reims. Avec quelques départs importants (Osman, Amersek, Guillon, Princet…), le SCO est dans l'obligation de racler les fonds de tiroirs pour s'attacher les services de jeunes joueurs comme Michel Audrain, Jean-Pierre Bosser, Karim Maroc ou Bruno Steck (c'est de cette époque que date le jeu de noms sympathique formé à partir de trois joueurs du SCO : "Steck Brulez au Citron"). Alors que le contexte est difficile, Angers retrouve des sensations puisqu'il atteint la 6e place à la fin de l'été. Cette situation ne dure pas mais le parcours est bien moins laborieux que lors des saisons précédentes car à 7 journées de la fin, Angers (10e) n'est qu'à quatre longueurs du 5e. Mais ce championnat 1980 est serré et les résultats mitigés de fin de saison font chuter le SCO à la 14e place. La sélection de l'attaquant Patrice Lecornu en équipe de France est la grande satisfaction de l'année même si sa carrière internationale ne comptera que trois matchs tandis que le SCO est éliminé prématurément de la coupe de France par une équipe amateur. À l'intersaison 1980, on reprend la même méthode et on recommence : le SCO désargenté se sépare de joueurs de valeur (Brulez, Cassan, Félix, Le Lamer, Citron) pour recruter des jeunes en plus de l'international français Farès Bousdira (1 sélection) en perte de vitesse et surtout Marc Berdoll de retour au pays après des expériences plus ou moins malheureuses à Sarrebruck et à Marseille. Mais la mayonnaise ne va jamais prendre, Berdoll n'est plus le jeune chien fou de 1973-74 et le SCO ne quitte que très rarement la zone rouge en accumulant les défaites. Il ne remporte aucun match sur les 17 dernières rencontres. Le gardien Pascal Janin fera les frais de cette méforme en étant remplacé en cours de championnat par le 2e gardien Patrick Chaslerie. Une mauvaise saison qui marque la fin d'une époque : le SCO ne sera plus résident de la sorte en Division I. Il termine donc en 1980-81 dernier (20e) avec 24 points et cinq victoires. Il a, de plus, subi une élimination en coupe de France par les Girondins de Bordeaux, ténor de l'élite, sur les scores de 1-4 et 0-6!

## Les années 1980: une décennie en2edivision(1981-1989)

### Dans l'anonymat de la Division II
Après cette énième descente en division II, le SCO ne part pas, cette fois, comme favori. Depuis quelques années, le maigre public et les difficultés financières ont placé le SCO dans une situation délicate. À la fin de l'année 1981, le club dépose le bilan ce qui provoque la démission du Président Dupuis et les départs des meilleurs joueurs (Marc Berdoll, Christian Felci, Farès Bousdira… qui s'ajoutaient à ceux de l'intersaison : Roger Baltimore, Patrick Gonfalone, Patrice Lecornu) et du nouvel entraîneur René Cédolin. Pour remplacer ce dernier, le président Patoureaux fait reprendre du service à Fruchart (alors manager général) et Angers débute la 2e moitié de la saison 1981-82 avec 5 professionnels. Le club angevin terminera à la 8e place du groupe B, loin quand même des espoirs de début de saison et du FC Mulhouse de Jean-Marc Guillou (entraîneur-joueur) qui monte en 1re division. En 1982, Angers a marqué le pas et s'il n'est plus question de division I, les saisons suivantes vont être éprouvantes pour le club qui glisse dangereusement vers une descente en division III. Avec une situation financière toujours préoccupante, le SCO est formé pour une bonne part de joueurs des environs (Geffriaud, Grosbois, Jean-Pascal Beaufreton, Badajoz, Guégan, Sauvaget, Le Gall fils…) qui viennent épauler les "petites" recrues (Slimani, Falette, Arribas (Claude, le fils du grand José), Martinovic, Seweryn, Narbutowicz…) et quelques cadres (Charrier, Piniarski, Diecket). Le spectacle n'est guère plaisant à Jean-Bouin (certaines affluences sont en deçà du millier de spectateurs) car les jeunes blancs rivalisent avec les petits clubs du fond de la D II tout en se faisant étriller parfois par les équipes lorgnant vers l'élite (Nîmes 1-6 et Valenciennes 0-5 en 1982-83, Orléans 0-5 en 1983-84). L'un des titres d'un compte-rendu de match du "Courrier de l'Ouest", "les velleités du samedi soir", résume bien la qualité du jeu offert par le SCO entre 1982 et 1986 et la défaite récurrente qui en découle. En 1982-83, Angers se classe 12e du groupe A puis 14e du groupe B en 1983-84 tout en ayant sauvé sa peau à la toute dernière journée face à l'US Orléans de Jacky Lemée 3-0.

### Les heures sombres d'une menace de descente en Division III
Mais la saison la plus noire fut sans conteste la suivante : en 1984-85, le Angers SCO touche le fond en cumulant les contre-performances comme le véritable naufrage enregistré au stade de l'Ill contre Mulhouse 0-9 ou en se faisant éliminer au 7e tour de la Coupe de France par un club de DH, le NOCPB Rennes aux pénalties (après un 0-0), ces deux résultats ayant eu lieu à une semaine d'intervalle. Malgré des recrues intéressantes, la star camerounaise Grégoire M'Bida (3 matchs et un but en coupe du monde de football 1982) et deux autres joueurs de 1re division (Patrick Rey et Branko Tukac), le SCO n'a jamais pu éviter la relégation en D III (16e sur 18) même après un ultime redressement (6-0 contre Châteauroux…). Le remplacement de l'entraîneur Christian Letort par Henri Atamaniuk et l'arrivée d'un nouveau président, Bernard Bongibault, n'auront qu'accompagné le Angers SCO dans sa chute. Pourtant, le club angevin va être sauvé par la providence : le club du Stade français renonce alors qu'il a terminé à la 9e place du groupe B de D II. Sans le sou depuis plusieurs saisons et obligé de bourlinguer entre plusieurs stades parisiens pour se produire devant une centaine de personnes (!), le club centenaire disparaît. En juin 1985, la Ligue décide alors de repêcher le SCO au bénéfice de l'ancienneté et ce, au grand dam du CS Cuiseaux-Louhans qui s'était affiché comme meilleur 16e dans le groupe A de 2e division. Le SCO l'a échappé belle mais ça n'est pas pour autant qu'il va retenir la leçon lors de la saison suivante. Alors qu'M'Bida, Rey et Tucak ne sont restés qu'une saison, le club angevin acquiert en 1986 de nouveaux joueurs de D I (Desbouillons et Larvaron) en plus de Ravail, buteur d'Amiens. Cette nouvelle équipe ne va guère se montrer plus brillante que la précédente. Après un début de saison difficile, le SCO remonte la pente tout doucement pour jouer son maintien à la dernière journée. L'histoire se répète, car une fois de plus Angers s'en sort dans ce match de coupe où les Merlus du FC Lorient jouent également leur survie en 2e division. Le score nul et vierge sourit aux Scoïstes, heureux 15e tandis que les malheureux Bretons, 16e, rejoignent l'échelon amateur de la D III. De cette saison 1985-86, il faut retenir aussi le match de gala contre le RC Paris qui survole son groupe de D II avec des stars comme Maxime Bossis, Philippe Mahut, Rubén Umpiérrez ou encore Eugène Kabongo. Cette affiche (défaite 1-2) aura attiré plus de 9 000 spectateurs à Jean-Bouin, une affluence record pour un match des années 1980.

### Les promesses de la fin des années 1980
Depuis le début de la décennie, le Angers SCO n'a guère été à la fête. Cumulant les revers tant en championnat qu'en coupe (où il ne dépasse pas les 16e dans les meilleurs des cas) et les dernières places du classement. Le club semblait ancré pour longtemps dans les bas-fonds de la 2e division lorsque les joueurs du SCO vont renouer avec le succès lors des deux saisons suivantes. L'équipe d'Atamaniuk (Beaufreton, Grosbois, Desbouillons, Falette, Larvaron, Marin, Sauvaget, Moulin, N. Mehli auxquels il faut rajouter les recrues Savrot, Thiam et surtout Acosta, l'une des révélations 1985 de la D II, en provenance du Puy-en-Velay), réalise un bon début d'exercice 1986-87 (2e au bout de 3 journées) pour terminer 12e, non sans avoir fait partie pendant très longtemps de la 1re moitié du classement. Sur sa lancée, le SCO se retrouve une seconde jeunesse en 1987-88 car le club angevin a flirté en fin de saison avec le podium et donc avec une possible montée en division I. Le président Bongibault a su sortir le club de l'ornière en faisant venir l'efficace Pierre Garcia au poste d'entraîneur et les joueurs Gianetta, Bertolino ainsi que le gardien Philippe Schuth, remplaçant Beaufreton, l'étoilé de "France Football", parti à Saint-Étienne. Finalement, le SCO termine à la 6e place, porteuse de beaucoup d'espoirs dans la cité du Roi René. Sauvaget a confirmé, par ailleurs, ses qualités de buteur. Mais cette embellie sportive est bientôt troublée par une nouvelle affaire qui, à l'hiver 1988, met en lumière la gestion hasardeuse du président du SCO. La mairie d'Angers lui reproche d'avoir mis à mal les finances du club avec sa politique. Le départ de Bernard Bongibault est bientôt imité par celui de Pierre Garcia qui regagne sa Bretagne. Soutenu par la ville, le médecin Jacques Tondut reprend les rênes du club. Pour remplacer Garcia, deux entraîneurs possibles : le technicien nantais Jean-Claude Suaudeau, qui pourrait, à terme, faire renaître à Angers une tradition de bon jeu tant il a réussi avec les Jaunes du FCN et Hervé Gauthier, ancien joueur de Lille, Laval et du RC Paris dans les années 1970-80. Au grand dam des puristes, c'est le second qui est choisi, mais Gauthier va montrer par la suite, qu'il appartient lui aussi à cette race d'entraîneurs pour qui, le beau jeu, n'est pas qu'un principe. En attendant, il faut repartir de zéro lors la saison 1988/89. Sans aisance financière malgré quelques départs (Falette, Grosbois, Bertolino…) et avec l'arrivée de jeunes talentueux, notamment pour les années qui vont suivre (l'avant-centre Christophe Lagrange, les défenseurs Lévenard et Hervé Rollain, le gardien Jean-Marie Aubry alors remplaçant de Michel Pageaud et le milieu Laurent Viaud), le SCO va renouer avec son passé en s'installant, pour l'essentiel de la saison, dans la zone rouge. Comme dans les jours sombres du milieu des années 1980 puisqu'ils ne remportent pas un seul match entre septembre 1988 et mars 1989, les Scoïstes s'en sortent en fin de saison en additionnant les victoires, ce qui leur vaut finalement une "belle" 12e place et même des 8e de finale de coupe de France (battus par le Stade rennais de Van den Bogaard). Cette dernière partie de saison, annonce enfin une nouvelle aventure en blanc et noir.

## L'ascension des Angevins d'Hervé Gauthier (1989-1994)

### La naissance d'une nouvelle équipe et d'un style
À l'intersaison 1989, les recrues (Patrice Cabanel, la tour de la défense, Jérôme Gnako, Marc Pascal l'ancien minot de l'OM, Joël Cantona le frère d'Éric, la forte tête, et enfin Pierre Vermeulen l'international néerlandais en fin de carrière et ancien coéquipier de Johan Cruijff et de Ruud Gullit) renforcent sérieusement un effectif qui manquait un peu d'expérience. Ce SCO, séduisant sur le papier, va en fait alterner le bon et le moins bon durant cette saison 1989-90 où il termine en milieu de tableau (10e) sans avoir tremblé. Autre satisfaction, le buteur Christophe Lagrange, fait parler de lui en prenant la couronne de meilleur buteur du groupe B de 2e division avec 19 réalisations. Cette équipe gagne en maturité la saison suivante. Avec les arrivées des attaquants, Loïc Amisse l'international nantais et ailier gauche qui n'a rien perdu de son enthousiasme malgré ses 36 ans, Cédric Daury et le défenseur Frédéric Zago, le Angers SCO possède de bons joueurs qui ne vont pas tarder à s'imposer face aux adversaires les plus coriaces de cette seconde division (Le Havre, Lens, Laval, Red Star…). Longtemps 2e, le SCO a trouvé sa vitesse de croisière dans le haut du classement. Dans la foulée, il élimine Lyon (2-0), club de D1 en 32e de finale de la coupe. Alors que la consécration d'un possible retour en D I se fait jour, mais les Angevins perdent pied lors des dernières journées au point de manquer les barrages d'un cheveu malgré un ultime succès face à la lanterne rouge saint-quentinoise (5-0). Si le club termine 4e, sans espoir de montée, qu'elle fut belle cette saison 1990-91 qui vit la confirmation du talent des milieux Laurent Viaud (intégré parmi les Espoirs avec un certain... Zidane) et Jérôme Gnako (véritable poumon de l'équipe) pour ne citer qu'eux.

### Talents et ambitions pour une remontée en Division I
En 1991, le SCO a tourné le dos à ses mauvais jours. L'intersaison a pourtant opéré à une saignée dans l'effectif angevin avec les retraites de Loïc Amisse et de Pierre Vermeulen et le départ de Jérôme Gnako qui rejoint l'élite (dans le club de la Principauté monégasque) comme Rollain, à Lille. Mais Gauthier enregistre des recrues de choix (provenant de l'élite) avec Joël Fréchet (qui ne restera qu'une saison), David Guion et l'ancien lavallois Éric Stefanini. S'affichant comme un sérieux outsider pour la montée, les Blancs et Noirs ne déçoivent pas leur public. Ils prennent rapidement la place de leader, en gagnant 3-0 en octobre à Jean Bouin contre l'ambitieux Stade brestois, un club relégué de 1re division qui compte quelques stars comme David Ginola et surtout le vice-champion du monde argentin, héros du Mondial 90, le gardien Sergio Goycochea. Victoire inutile en vérité car Brest, descendu de D 2 pour mauvaise gestion, va disparaître des écrans de D II pour la même raison en cours de saison.
En janvier, le SCO fait route tout seul vers le soleil de la D I avec 6 points d'avance lorsqu'il rencontre son dauphin, les rouges de l'US VA. Plus de 17 000 spectateurs ont pris place dans les travées de Jean-Bouin pour assister au match de la saison. Cependant, les leaders jouent avec la boule au ventre. Ce match tendu profite aux Valenciennois qui ouvrent le score en 2e période sur un but de Boskovic mais il faut toute la malchance du défenseur nordiste, Malbeaux (but contre son camp), pour faire renaître des Angevins perdus et méconnaissables. 1-1, score final de ce match qui va marquer le reste de la saison. Les contre-performances vont en effet s'accumuler offrant par là-même la montée directe aux Nordistes pourtant distancés. Le capital points engrangé dans la 1re partie de saison permet toutefois au SCO d'accrocher la 2e place, significative de barrages. Ils vont être à l'image de cette laborieuse fin de parcours : s'ils passent difficilement le 1er obstacle (Istres 1-0 après prolongations), ils sont éliminés par le RC Strasbourg sans avoir été pourtant battus (1-1 à Angers et 0-0 en Alsace). Cette saison 1991-92 laisse l'impression d'un certain gâchis car le SCO a été incapable d'assurer une montée qui lui tendait les bras. D'un autre côté, le groupe d'Hervé Gauthier s'affirme pour la 2e saison avec la confirmation du talent du gardien Jean-Marie Aubry, des défenseurs Frédéric Zago, Philippe Rabouan (l'homme du couloir droit) et David Guion, des milieux Joël Fréchet et surtout Laurent Viaud, et enfin le duo d'attaque, Christophe Lagrange et Cédric Daury avec 21 buts à eux deux.
Au départ de la saison 1992/93, le SCO affiche ses ambitions. Présent dans le haut du pavé de la 2e division depuis deux saisons, le club angevin est fin prêt pour remonter en division I et il le fait savoir dès l'intersaison dans l'ancienne version de la coupe de la Ligue qui se joue à l'été 1992. Le SCO gravit les échelons sans peine pour se hisser jusqu'en finale après avoir battu le Tours FC à la Vallée du Cher (3-1) en demi. La finale se joue à Jean-Bouin devant le Montpellier Hérault Sport Club qui est à l'époque une bonne équipe de 1re division. La surprise n'aura pas lieu, les Blancs et Noirs se font battre par l'équipe de Louis Nicollin (1-3), plus rigoureuse et plus réaliste (avec Olivier Pickeu et Jacek Ziober), le fossé entre les deux divisions est bien là. Avec deux recrues venant d'Europe de l'Est, le milieu tchécoslovaque Lancz (qui ne fera jamais vraiment ses preuves avec le maillot angevin comme Stefanini) et le défenseur yougoslave Dragan Popovic, l'équipe angevine réussit un bon début de saison puisqu'elle fait partie du trio de tête à la fin de l'été en ayant battu à l'extérieur deux sérieux rivaux, Laval et Rennes. Continuant son bonhomme de chemin, les hommes de Gauthier réussissent cette fois, le fameux rendez-vous de janvier en gagnant le match de la saison face à l'autre prétendant, le FC Rouen de Jean-Pierre Orts (qui finira meilleur buteur) grâce à deux buts de Stefanini et de Lagrange (2-0). Les Angevins, en confiance, maintiennent leur rythme malgré quelques passages à vide (défaite à Jean-Bouin face au Red Star 0-3) qui permet aux Rouennais de revenir dans la course. Mais le SCO s'assure définitivement la montée en gagnant contre l'En Avant Guingamp en Bretagne (2-0, buts de Stefanini et de Daury) à l'avant-dernière journée. Après douze ans d'attente, le SCO retrouve la division I et le public, en ébullition, remerciera son équipe en envahissant la pelouse de Jean-Bouin après une ultime victoire face aux lavallois lors du dernier match. Christophe Lagrange, l'artilleur maison termine à la 2e place des buteurs du groupe B avec 17 buts mais dans cet enthousiasme général, les Angevins manquent la dernière marche, celle du palmarès puisqu'ils laissent échapper le titre de champion de France de 2e division au profit du FC Martigues (leader du groupe A) qui l'emporte en Anjou (3-4, dernier match de Laurent Viaud qui rejoint l'AS Monaco comme Gnako) après un nul en Provence (1-1). Dommage, ce titre aurait récompensé ce SCO 1993 qui, à défaut de s'être montré aussi brillant dans le jeu qu'en 1991 et 1992, a été très régulier.

### La dernière saison du SCO dans l'élite du football français
Pour retrouver dignement les joutes de l'élite, une nouvelle tribune est construite à Jean-Bouin (côté Mongazon = tribune Colombier) afin de porter sa capacité à plus de 21 000 places. Mais ce chantier important ne permet pas à l'équipe angevine de recevoir dès le début du championnat. Ses deux 1ers matchs se jouent à l'extérieur et se soldent par deux défaites. Difficile retour dans l'élite puisque Sochaux (4-1) et Metz (2-0) l'emportent facilement face à un promu qui se cherche malgré un effectif pour le moins expérimenté avec les venues des chevronnés Mustapha El Haddaoui (international marocain qui jouera en fin de saison la coupe du monde de football 1994), Bruno Germain, un grand de l'OM et international français, et quelques autres anciens grognards de la D I comme Éric Péan, Thierry Oleksiak, Christophe Galtier ou encore Guillaume Masson. Le SCO relève très vite la tête puisque dans son stade, les Angevins, sevrés d'élite depuis douze ans, applaudissent à la 1re victoire, acquise sur Lyon 3-1 et bientôt suivis par d'autres bons résultats (0-0 à Auxerre, victoire à Lens 1-0, 1-1 contre le Paris Saint-Germain Football Club…). Les Scoïstes égrainent plus souvent par la suite les échecs que les victoires. Empruntés et dépassés par le rythme, subissant la loi de l'adversaire, le SCO revêt à nouveau son costume de perdant et s'enfonce dans la zone de relégation. Fin 1993, Hervé Gauthier, l'artisan de la renaissance du club est remercié pour être remplacé par Alain de Martigny. Mais les résultats ne vont pas s'améliorer et la fin de saison est difficile. Le Angers SCO termine 20e et dernier (comme lors de sa dernière saison en D I en 1981) avec 21 points et seulement 4 victoires pour 21 défaites. Christophe Lagrange aura fait ce qu'il a pu avec 12 buts. Cette descente en 2e division a pour conséquence l'éclatement du groupe constitué par Gauthier : seuls le gardien Jean-Marie Aubry et le milieu Éric Stefanini vont rester avec quelques jeunes… Sans le savoir encore, cette période Gauthier n'aura été qu'un éphémère rayon de soleil de trois saisons entre deux périodes de grisaille : les années 1980 et celle qui s'annonce.

## Instabilité chronique et déclin: les temps troubles d'Angers-SCO (1994-2011)

### Des sueurs froides à la chute en National
Passé la désillusion d'un retour durable en D 1, le SCO doit en 1994 réintégrer à nouveau la 2e division qui est portée à 22 clubs cette année-là (une "DII open" qui compte dans ses rangs le vice-champion de 1re division, le grand OM étoilé qui se retrouvait ainsi "au tapis" à cause de l'affaire VA-OM). À l'heure de démarrer cette nouvelle saison, les angevins comptent dans leur effectif, deux joueurs venant de disputer la coupe du monde de football 1994 aux États-Unis : l'expérimenté Mustapha El Haddaoui (Maroc) et la recrue Georges Mouyémé (Cameroun). Avec quelques jeunes issus des centres de formation (comme l'attaquant Thomas Deniaud d'Auxerre ou le défenseur Bernard Lambourde de Cannes), le SCO version 1994-95 ne va pourtant jamais justifier son rang de relégué. Au lieu de viser le haut du classement, le SCO va s'embourber, faute de résultats et même de jeu, dans les profondeurs du championnat. Cette situation rappelle celle du milieu des années 1980 mais elle intervient juste après une descente. Ce contexte délicat de l'hiver 1994-95 provoque le départ de l'entraîneur Alain de Martigny et la démission du président Jacques Tondut. André Guesdon, ancien défenseur du Bastia de la grande époque (finaliste de la coupe de l'UEFA 1978) reprend les rênes de l'équipe 1re sous l'égide d'un nouveau président : Jacques Briant, pépiniériste angevin de renom. Mais les résultats ne vont guère s'améliorer si l'on excepte toutefois une victoire obtenue en coupe de France où Angers bat Lyon en 16e, déjà ténor de l'élite (3-1) et le nul rapporté du stade Vélodrome (1-1) face à un OM promis au titre de champion. Relégable une bonne partie de la saison, le SCO n'a qu'un mince espoir de s'extirper de la zone rouge lors de l'ultime journée face à Niort. Mais la victoire ne se produit pas : Gehra marque le but de la victoire pour le SCO et Beauvais ne peut disposer de Dunkerque (1-1) pourtant condamné. Angers réussit donc par chance à se maintenir en 2e division.
Mais une fois de plus et par manque de moyens, la leçon n'aura pas été retenue : jamais "deux sans trois" dans cette logique d'absence de jeu et de résultats. Les départs d'El Haddaoui, Aubry, Stefanini ou Deniaud ont été à peine compensés par les retours d'anciens (Rabouan, Masson et Mottin…) en plus de la recrue de choix, le milieu Laurent Delamontagne qui a joué en DI une dizaine d'années. Le nouvel entraîneur et ancien joueur du club, Bruno Steck, épaulé par l'ancien nantais Patrice Rio, ne va trouver la bonne formule dans ce nouvel effectif si bien qu'il est remercié à l'automne pour avoir précipité le club dans les bas-fonds du classement avec seulement deux victoires en 16 matchs. Le gardien Ulrich Ramé fait aussi les frais de cette méforme au profit de Nicolas Sachy titularisé. L'histoire se répète, André Guesdon injustement écarté à l'intersaison est donc rappelé dans l'urgence. Le SCO s'offre alors quelques tours en coupe de France avant d'être défait en 16e de finale par le PSG au Parc des Princes (0-2), futur vainqueur de la Coupe d'Europe des vainqueurs de coupe. Mais en championnat, c'est la morosité et la déception. Le rappel de Deniaud d'Auxerre, n'aura pas suffi pour éviter la relégation. Angers-SCO termine à l'avant-dernière place de cette "Division II open" pour rejoindre en 1996, le championnat amateur qu'il avait quitté 51 ans plus tôt.

### Révolutions de palais et valse des cadres du Angers SCO
Tombé à l'échelon amateur du National 1, Angers-SCO (une nouvelle appellation) va s'y enfoncer quelques saisons faute de projet de reprise viable et crédible pour sortir ce club de l'ornière. Par manque de moyens, le cadeau encombrant du Angers SCO est "refilé" de mains en mains entre décembre 1996 et l'été 2003 : pas moins de sept présidents et neuf changements d'entraîneurs vont se succéder en l'espace de sept ans. La presse ironise sur ce jeu des chaises musicales en surnommant Angers-SCO de "petit OM de l'Ouest" qui contracte régulièrement les remontrances de la DNCG et les révolutions de palais qui ne sont que des tempêtes dans le verre d'eau qu'est devenu Angers-SCO. La remontée dans l'élite aura coûté cher au club phare de l'Anjou. Il est même heureux de constater que dans cette période de crises à répétition, le SCO ne soit encore tombé plus bas dans les étages de l'édifice du football amateur. Mises à part les lueurs liées aux deux saisons qui virent remonter Angers en ligue 2, le jeu développé fut souvent d'une cruelle pauvreté au point que sur le terrain, le ballon n'était plus un objet de convoitise pour les scoïstes mais bien l'objet d'une répulsion et dont il fallait se débarrasser au plus vite, syndrome d'une équipe en plein doute.
Le SCO, encore professionnel, termina vice-champion de national 1 mais c'était insuffisant pour remonter en 2e division car avec le resserrement des championnats de DII (20 clubs) et de National (à un seul groupe), il fallait terminer premier pour y prétendre. Il manqua un point au SCO pour terminer leader et ce point perdu le fut à cause de Nicolas Sachy, l'ex-portier angevin parti pour Sedan et qui marqua un but contre ses anciens coéquipiers et ce, sur une ultime offensive à quelques journées de la fin. La baisse de régime de l'équipe à l'automne coûta sa place à l'entraîneur André Guesdon qui s'était risqué à répondre à son président par presse interposée. Il fut remplacé en décembre par Jean-Marc Mézenge mais ce dernier n'officia que pour un seul match puisque Jacques Briant remis sa démission peu de temps après. André Le Dû devenait ainsi le nouveau président du SCO et il redonna confiance à André Guesdon, rappelé pour la 3e fois en trois ans. Sur le terrain, il y eut quelques satisfactions. Tout d'abord le retour au bercail d'un ancien, Didier Monczuk, 35 ans et une belle carrière professionnelle en DI après avoir débuté à ce même échelon avec d'autres blanc et noir : Michel Cassan, Patrice Lecornu, Patrick Brulez… Et puis la confirmation du talent au poste de gardien d'Ulrich Ramé, du jeune milieu Laurent Dufour et de l'international ivoirien Moussa Traoré.
Privé de remontée, le SCO s'apprête à repartir en National mais cette fois en tant que formation amateur. Or, sans sponsor, le club d'Angers va vivre la pire saison de son histoire moderne (depuis 1945). À l'aube de la coupe du monde de football 1998 disputée en France et bien loin des réjouissances et du haut niveau qu'elle suscite, le bilan du SCO pour l'exercice 1997/98 est éloquent : il n'a engrangé que 4 victoires pour 14 nuls et 16 défaites. Il est vrai qu'Angers avait perdu tous ses cadres comme Ramé (parti à Bordeaux) mais aussi Rabouan, Mouyémé, Mottin, Monczuk et Gehra… Au creux de la vague, le nouveau président Le Dû présenta sa démission mais personne ne s'est bousculé pour reprendre ce club. Entretemps, il y eut quatre changements d'entraîneurs : le titulaire Jean-Yves Chay, prié de quitter son poste à l'hiver fut remplacé par Jean-Marc Mézenge qui remplit sa mission d'interim jusqu'à l'élimination du club au 8e tour de la Coupe de France face à Argentan (CFA2). Gustavo Silva est alors embauché mais après deux défaites (dont un 4-0 face à Poitiers), celui-ci doit faire ses valises et, sans aucune autre possibilité, Jean-Marc Mézenge, le pompier de service qui aura été, lui aussi, rappelé trois fois au poste d'entraîneur, est remis sur les rails pour terminer cette besogne avec une équipe dont le moral s'est usé jusqu'à la corde. En cours de saison, pour renforcer ce groupe sans âme (malgré Cyril L'Helgouach, Boucher, Parisi ou le gardien Arnaud Lucas), les espoirs se sont reportés alors sur un « messie » qui ne sera pourtant pas providentiel : Mel Perez, le meilleur buteur de la Liga 2 espagnole avec Getafé, n'aura rien montré malheureusement de son talent à Jean-Bouin. Avant-dernier de National, le SCO doit rejoindre le CFA (IVe division). Mais, comme treize ans plus tôt, la providence va une nouvelle fois sauver Angers des affres de la descente. En effet, à l'intersaison, pas moins de quatre clubs de National sont rétrogradés par la DNCG (Tours, Toulon, Poitiers et l'ambitieux St-Denis…) sans compter les trois défections qui ont eu lieu en cours de saison (Charleville, Bourges, Épinal).
Angers, sauvé in extremis de la descente, va émettre une campagne de publicité à l'été 98 pour faire revenir le public à Jean-Bouin. Un pari opportuniste pour le nouveau président Pierre Abraham qui comptait sur le triomphe de l'Équipe de France de football en coupe du monde pour faire revenir les angevins qui avaient déserté les tribunes de Jean-Bouin la saison précédente (1 600 spectateurs de moyenne). Pourtant le club va abandonner fin 1998 son enceinte fétiche pour cause de réfection de pelouse. Une opération qui va durer une année et qui va obliger les Blancs à se produire dans le petit stade du Lac de Maine, un cadre champêtre et intimiste plus conforme aux dures réalités du club. C'est pourtant là que le SCO va se refaire petit à petit une santé après des débuts très laborieux. Cette période correspond à l'éclosion d'un jeune espoir du club de 20 ans du nom de Steve Savidan. Il réussit un quadruplé face à Fréjus (4-1) et sa silhouette d'avant-centre aux cheveux longs n'est pas sans rappeler celle du fameux Marc Berdoll des années 1970. En fin de saison, il totalisera 14 buts ce qui lui permettra de gagner le monde professionnel puisqu'il sera transféré à Châteauroux. Si Savidan aura été la révélation de cette saison 1998-99, le SCO aura évité une nouvelle fois la relégation. L'entraîneur Christian Dupont se sera beaucoup démené pour que ses poulains (emmenés par l'ex-briochin Yannick Le Saux) accrochent le maintien (12e) à l'avant-dernière journée contre le club parisien de l'US Lusitanos Saint-Maur (2-1) et ce, à la grande joie du public du Lac de Maine. Pour la 1re fois depuis 1992-93, l'entraîneur et le président seront restés les mêmes. Le signe d'une reconstruction ? Les Angevins voulaient le croire surtout à la fin de l'exercice suivant (1999-2000) car le SCO avait réussi à décrocher sa remontée en Ligue 2. Christian Dupont, harassé par tant de pression avait préféré jeté l'éponge en 1999 et c'est Denis Goavec qui avait fait fructifier les espoirs nés la saison précédente. En effet, le groupe mené par Lucas (gardien), Grossmann (défenseur), Boucher (milieu) ou Molinier (attaquant) allait se battre avec hargne et détermination pour finir 3e du National. Une surprise marquée par quelques coups d'éclat. Tout d'abord, ce match contre le RC Paris au Lac de Maine menés par des angevins qui réalisent ce jour-là une bonne prestation émaillée par des gestes hors-du-commun : Boucher et Citron marquent deux buts "venus d'ailleurs" (selon l'expression du magazine télévisé Téléfoot qui montra les deux buts à deux reprises), deux frappes d'une trentaine de mètres enroulées de l'extérieur qui firent mouche dans la lucarne opposée et marquée chacune depuis chaque aile ! Finalement, ce sont les Parisiens qui empocheront la victoire (3-4). Pour les 80 ans du SCO, Angers retrouvait enfin la pelouse de Jean-Bouin pour un succès face au Stade de Reims au cours d'un match (2-1) dont le coup d'envoi avait été donné par Raymond Kopa, ancien joueur vedette des deux clubs. Mais que dire du dernier match de la saison face à Grenoble où tout devait se jouer et ce, devant l'affluence record de 18.810 angevins sevrés de spectacle depuis de nombreuses années. Le public en eut pour son argent et ses cheveux blancs puisque le SCO arrachait la 3e place devant Grenoble dans les dernières secondes après une égalisation de Molinier (1-1) et un arrêt réflexe de Lucas sur une tentative de Courtin. Angers retrouvait l'échelon professionnel.
Le retour du Angers SCO en ligue 2 va se révéler être difficile puisque le club angevin terminera à la toute dernière place du classement (20e). Pierre Abraham avait fait le choix de ne pas trop dépenser pour conserver l'ossature du groupe de la montée en plus de quelques petites recrues (Duarte, Kerhuiel et surtout Viera, l'espoir lyonnais). Mais le bon esprit de la saison précédente s'était transformé en une concurrence féroce entre les joueurs, sitôt les 1ères difficultés venues. Ainsi le SCO dut attendre la 9e journée pour savourer sa 1re victoire. Si la qualité de jeu et les bonnes attentions étaient souvent présentes, l'équipe était trop naïve en ne sachant pas tenir un résultat. Ce constat faisait dire à quelques internautes de l'époque que le slogan du SCO était "gagner c'est bien, mais perdre, c'est mieux..." Une phrase qui reflétait vraiment les impressions d'après-match. Dans cette galère, l'entraîneur Denis Goavec dut laisser sa place en cours de saison à l'ancien scoïste Stéphane Mottin et ce, après avoir été épaulé par le technicien de Segré, Jacques Filnambu. Cet échec (nouvelle descente en National) et les critiques qui suivirent retombèrent sur le président Abraham qui démissionna. Parallèlement, une bonne partie du groupe constituée dans la douleur quelques années plus tôt (Boucher, Molinier, Citron, Grossmann, Louiron…) choisit aussi de faire ses bagages. C'est Éric Brachet, un actionnaire du club, qui reprit les commandes pour la saison 2001-02 avec comme objectif, la remontée immédiate. Stéphane Mottin est reconduit à son poste et le recrutement fait revenir deux ex-Angevins : Guillaume Rey (Alès) et surtout, Steve Savidan (Ajaccio) qui n'a pas convaincu le haut niveau après quelques expériences plus ou moins malheureuses. Enfin, il faut y ajouter Marc Maufroy en plus d'un ancien international albanais, Alberto Stroni, un ailier solide et très technique, à la forte personnalité. Avec les anciens scoïstes (Olivier Guégan, Lucas, Marchand, Bourgeais, Gilles Kerhuiel…), l'entente ne va pas être parfaite dans le groupe comme en témoigne l'association entre Stroni et Savidan qui est "en panne" lors de certains matchs. Savidan ayant le péché mignon de tenter systématiquement sa chance sans penser aux autres mais il faut dire aussi qu'il avait l'instinct et possédait une belle frappe de balle, des qualités qui font les attaquants de valeur. Malheureusement, ces mésententes chroniques et le doute ont fini par avoir raison de son efficacité… C'est Maufroy qui finira par tirer son épingle du jeu en fin de saison, un organisateur qui mettait le feu dans les défenses adverses. En fin de compte, il y avait du potentiel mais il n'a jamais réussi à s'exprimer pleinement : le SCO finit 9e de National non sans avoir tremblé pendant une période où le jeu a sombré dans une rare médiocrité. Alors que la saison était loin d'être terminée, le président Brachet avait préparé en coulisses la cession du club (transformation du statut de SASP en SAOS pour que le chroniqueur sportif de Canal+, Philippe Doucet et son équipe, puisse reprendre l'affaire).

### 2006-2011: Une renaissance progressive
En 2006, le jeune créateur et dirigeant d'entreprises originaire du Mans, Willy Bernard, rachète le club. Sous son mandat, le club passe de la Division nationale à la Ligue 2. En installant un management stable, avec Olivier Pickeu à la direction et Jean-Louis Garcia comme entraîneur pendant 5 ans, et grâce à une politique contrôlée de renforcement de l'équipe, Willy Bernard est arrivé, avec un budget modeste, à créer un club phare de la L2, en progrès constant, qui a pu concourir pour la montée en L1 durant la saison 2010-2011 et qui a surtout réalisé cette saison un bon parcours en Coupe de France éliminant plusieurs clubs de Ligue 1 dont Bordeaux avant de s'incliner en demi-finale face au PSG par 3 buts à 1. Au travers de sa société Next Generation, créée en 2009 et qui se développe sur le marché du photovoltaïque, Willy Bernard, est aussi le premier sponsor du club. Le Angers SCO est l'un des rares clubs tricolores à afficher des comptes financiers sains et positifs depuis plusieurs saisons. Une page va cependant se tourner à Angers avec la saison 2011. L'entraîneur Jean-Louis Garcia rejoignant le Racing Club de Lens à la fin de la saison, les dirigeants du SCO Angers ont décidé de confier l’équipe première à Stéphane Moulin. À la tête de l’équipe réserve depuis 2006. À noter également que le président du Angers SCO, Willy Bernard, connait des déboires avec la justice en étant accusé de détournement de bien sociaux.

## La construction d'un club stable (depuis 2011)

### Un redressement progressif
En décembre 2011, Saïd Chabane, un entrepreneur dans l'agroalimentaire rachète le club et en devient le président. L'objectif du nouveau propriétaire du SCO est de redresser le club et lui faire retrouver le haut niveau du football français, pour cela, il est entouré de Olivier Pickeu manager général depuis 2006 et Stéphane Moulin entraineur depuis juin 2011 mais ancien joueur du SCO et entraineur de la réserve. La première saison n'est pas très concluante et le club termine à la 11e place du championnat. La saison suivante est davantage une réussite même si malgré avoir été longtemps à la lutte pour la montée le SCO échoue finalement à la 5e du championnat avec notamment une victoire marquante, 4-0 contre le rival du Mans et un Claudiu Keserü qui marquera un quadruplé ce soir là. La saison 2013-2014 est marquée par l'épopée en Coupe de France, le SCO atteignant la demi-finale de la compétition mais tombant face au Stade rennais à la suite d'une défaite 3-2 avec un doublé du guinéen Mohamed Yattara attaquant prometteur prêté par l'Olympique Lyonnais.

### 2014-2016: la montée en Ligue 1 et le maintien
Au début d'année 2014, le SCO a développé son centre d'entraînement et de formation. À l'intersaison 2014-2015, le club décide de se séparer de certains cadres comme le capitaine Grégory Malicki ou les défenseurs Jérémy Henin et Djibril Konaté et mise sur un recrutement astucieux sans dépenser d'indemnités de transferts. Arrivent ainsi Ludovic Butelle, Razza Camara ou encore Jonathan Kodjia (qui sera élu meilleur joueur de Ligue 2). Au terme d'une saison parfois compliquée, et malgré un départ précipité de sa révélation Sofiane Boufal au mercato hivernal, le SCO parvient à prendre la 3e place du classement au terme de la dernière journée face à Nîmes (victoire 3-0) dans un Stade Jean-Bouin bouillonnant dont le terrain est envahi après le coup de sifflet final. Le SCO accède à la Ligue 1.
La saison 2015-2016 voit le SCO réaliser quelques exploits, notamment en première partie de saison contre Marseille au Vélodrome (victoire 1-2), Lyon à Gerland (victoire 0-2), ainsi que deux gros coups à domicile face au PSG (match nul 0-0) et Monaco (victoire 3-0). Le groupe angevin s'appuie sur une défense solide (Thomas, Traoré), un milieu de terrain physique et très à l'aise dans le jeu aérien (Ndoye, Saïss) et en marquant une grande partie de ses buts sur coups de pied arrêtés. Bien installé en milieu de tableau, le SCO est assuré du maintien.

### Depuis 2021
Le 20 septembre 2021, des violences ont lieu de la part de supporters lors d'un match Angers - Marseille, donnant lieu à des poursuites judiciaires. Le SCO est condamné à deux matchs à huis clos dont un avec sursis, et d'une amende de 20 000 euros.
En décembre 2021, l'homme d'affaires franco-indien Paritosh Gupta serait en pourparlers pour racheter le club.
À l'été 2022, c'est un fonds d'investissement américain qui est en discussions pour racheter le club. Un projet finalement avorté.
Le 29 mars 2023, dans un contexte sportif tendu et faisant face aux réclamations de départ des supporters, Saïd Chabane annonce, dans un communiqué, sa démission au profit de son fils Romain, nommé président. Il sera secondé par un président délégué en la personne de Teddy Kefalas, président fondateur de l'organisme de formation pour adultes ATK Group et ancien du conseil d'administration du Mans FC. Le club est relégué en Ligue 2 dans la foulée.